# Monument aux Braves-de-Sherbrooke
El Monument aux Braves-de-Sherbrooke es un cenotafio erigido en 1926, en la calle King, en Sherbrooke, Quebec, al este de Canadá para conmemorar a los residentes de Sherbrooke que lucharon en la Primera Guerra Mundial. Esta pieza del patrimonio cultural se ha convertido en un emblema de la ciudad de Sherbrooke, que lo cuenta que entre sus diez principales "puntos de interés". El monumento fue diseñado por George William Hill, uno de los escultores más destacados de Canadá de la primera mitad del siglo XX.
El monumento representa a un ángel con las alas desplegadas (la "diosa de la victoria") volando sobre tres soldados canadienses que se colocan en una zanja. Las cuatro figuras de bronce fueron fundidas en Bélgica. El pedestal, hecho de granito, proviene de Stansted, la "capital del granito en Canadá".